# Aeroporto di Belgrado-Nikola Tesla
L'Aeroporto di Belgrado-Nikola Tesla (IATA: BEG, ICAO: LYBE) (in lingua serba Аеродром Београд "Никола Тесла" o Aerodrom Beograd "Nikola Tesla"), anche conosciuto come Belgrado-Surčin, dal nome della municipalità di Belgrado in cui è localizzato, è l'aeroporto principale e più utilizzato della Serbia.
È il più grande e il più trafficato aeroporto della Serbia, situato a 18 km a ovest del centro di Belgrado, vicino al sobborgo di Surčin, in un'area pianeggiante. È gestito dal gruppo francese Vinci ed è intitolato all'inventore serbo-americano Nikola Tesla (1856-1943).
La compagnia di bandiera e la più grande compagnia aerea della Serbia, Air Serbia, utilizza Belgrado Nikola Tesla come hub. 

## Storia

### I primi campi d'aviazione a Belgrado
Il primo campo di aviazione di Belgrado fu inaugurato nel 1910 nel quartiere di Banjica, teatro delle esibizioni dei pionieri dell'aviazione serba. Due anni dopo fu costruito un hangar in legno per l'aeronautica serba, all'epoca impegnata nella prima guerra balcanica contro l'Impero ottomano. Nel 1914 il campo d'aviazione di Banjica fu la base della squadriglia dell'Aeronautica serba e della Compagnia dei palloni aerostatici. Dopo la fine della prima guerra mondiale, l'aeroporto di Banjica fu utilizzato per il traffico di posta aerea e comprendeva le rotte Novi Sad-Belgrado-Niš-Skopje e Belgrado-Sarajevo-Mostar.
Nel 1911 fu inaugurato un altro campo d'aviazione a Belgrado, nella città bassa, presso la fortezza di Kalemegdan, nel luogo dove oggi sorge il Planetario di Belgrado.

### L'aeroporto di Pančevo
Nel 1923 quando la CFRNA inaugurò la rotta internazionale Parigi-Istanbul via Belgrado, fu attivato un nuovo aeroporto alla periferia di Pančevo. Sulla Parigi-Istanbul, nello stesso anno, venne compiuto il primo volo notturno della storia. Nello stesso anno iniziò il servizio di posta aerea dall'aeroporto. L'aeroporto di Pančevo era utilizzato anche dall'accademia della Regia aeronautica jugoslava. Dopo la seconda guerra mondiale l'aeroporto fu utilizzato dall'Aeronautica militare jugoslava prima di diventare il campo di aviazione dell'industria aeronautica Utva dopo il suo trasferimento da Zemun a Pančevo.

### Il primo aeroporto
A causa della distanza tra Pančevo e il centro di Belgrado, che all'epoca richiedeva l'attraversamento del Danubio, si decise di costruire un nuovo aeroporto più vicino alla capitale jugoslava. L'aeroporto fu progettato per essere costruito vicino alla sponda sinistra del fiume Sava, sull'area oggi occupata dal quartiere di Novi Beograd. Fu inaugurato il 25 marzo 1927 con il nome ufficiale di Aeroporto Internazionale di Belgrado (noto anche come Aeroporto di Dojno polje). Dal febbraio 1928, gli aerei della prima compagnia aerea locale Aeroput iniziarono a decollare dal nuovo aeroporto. L'aeroporto aveva quattro piste in erba lunghe 1.100-2.900 metri. Il progetto di un hangar in cemento armato che fu costruito nell'aeroporto fu realizzato dallo scienziato serbo Milutin Milanković, meglio conosciuto per la sua teoria sui cambiamenti climatici. Nel 1931 fu costruito un moderno edificio per le terminazioni, mentre le attrezzature di atterraggio per le condizioni di scarsa visibilità furono installate nel 1936.
Prima della seconda guerra mondiale, Belgrado è stata anche utilizzata come scalo per alcune importanti gare aeree, come la Schlesinger African Air Race.
Oltre ad Aeroput, fino allo scoppio della seconda guerra mondiale utilizzavano l'aeroporto anche Air France, Deutsche Luft Hansa, KLM, Imperial Airways e compagnie aeree provenienti da Italia, Austria, Ungheria, Romania e Polonia. Belgrado ha acquisito ulteriore importanza quando Imperial Airways ha introdotto le rotte intercontinentali attraverso Belgrado, quando Londra è stata collegata all'India attraverso l'aeroporto. Belgrado era collegata con Parigi e Breslavia perché la CIDNA e la Deutsche Luft Hansa, rispettivamente, includevano Belgrado nelle loro rotte per Istanbul. Nel 1931 Belgrado divenne un importante hub aereo, collegato con voli regolari a destinazioni internazionali come Londra, Madrid, Venezia, Bruxelles, Berlino, Colonia, Varsavia, Praga, Vienna, Graz, Klagenfurt, Budapest, Bucarest, Sofia, Varna, Salonicco, Atene, Istanbul, oltre a collegamenti intercontinentali con Il Cairo, Karachi e l'India.
A partire dall'aprile 1941, le forze di occupazione tedesche utilizzarono l'aeroporto. Nel 1944 fu bombardato dagli Alleati e nell'ottobre dello stesso anno l'esercito tedesco distrusse le strutture rimanenti mentre si ritirava dal Paese.
Il trasporto civile da parte degli aerei cargo dell'aeronautica jugoslava da questo aeroporto fu ripristinato alla fine del 1945. All'inizio del 1947 le compagnie aeree jugoslave JAT e JUSTA si occuparono del traffico nazionale e internazionale e dal 1948 le compagnie aeree dell'Europa occidentale ripresero a volare su Belgrado.
Il costante aumento del traffico e l'inizio dell'era dei jet passeggeri richiesero una significativa espansione dell'aeroporto. Nel frattempo, fu introdotto un piano per la costruzione di un quartiere residenziale e commerciale chiamato Novi Beograd sull'area occupata dell'aeroporto. Le autorità jugoslave decisero quindi di costruire un nuovo aeroporto internazionale vicino al villaggio di Surčin, a ovest. L'ultimo volo partito dal vecchio aeroporto fu all'inizio del 1964.
La nuova ubicazione dell'aeroporto si trovava sull'altopiano di Surčin, a 15 km dal centro di Belgrado. Grazie alla visione dei progettisti originari, furono soddisfatte due condizioni per lo sviluppo dell'aeroporto: fu scelta una posizione che soddisfaceva i requisiti di navigazione, meteorologici, costruttivi, tecnici e di traffico e furono stabilite le esigenze speciali per lo sviluppo a lungo termine dell'aeroporto.

### Il nuovo aeroporto
I lavori di costruzione iniziarono nell'aprile del 1958. Il nuovo aeroporto fu inaugurato ufficialmente dal presidente Josip Broz Tito il 28 aprile 1962. Fu costruita una pista di atterraggio lunga 3.000 metri, con una via di rullaggio parallela e piazzali in cemento per sedici aerei. L'edificio del terminal passeggeri occupava una superficie di 8.000 m2. Sono stati costruiti anche spazi per lo stoccaggio delle merci e un blocco tecnico con la torre di controllo del traffico aereo e altre strutture di accompagnamento. Furono installate moderne apparecchiature di navigazione, che hanno fatto guadagnare all'aeroporto la massima classificazione internazionale secondo l'Organizzazione Internazionale dell'Aviazione Civile.
L'aeroporto attraversò una fase di declino negli anni '90, dopo lo scoppio delle guerre jugoslave e le sanzioni imposte dalle Nazioni Unite al governo di Belgrado. Le sanzioni includevano anche il divieto di viaggiare in aereo. L'aeroporto aveva un movimento minimo di passeggeri e molte strutture divennero obsolete.
Grazie a un cambio di governo e al sentimento internazionale, nel 2001 è ripreso il normale traffico aereo. Pochi anni dopo, il terminal 2 dell'aeroporto è stato sottoposto a un'importante ricostruzione. Nel 2005 nell'ambito di un ampio progetto di ristrutturazione, la pista è stata portata alla CAT IIIb. La CAT IIIb è un sistema di atterraggio strumentale (ILS), che offre agli aerei la sicurezza di atterrare durante la nebbia e le tempeste. Nel 2006 l'aeroporto è stato ribattezzato Aeroporto Nikola Tesla di Belgrado. 
La costruzione del nuovo centro di controllo del traffico aereo è stata completata nel 2010. Nel 2011 le azioni dell'Aeroporto Nikola Tesla di Belgrado (AERO) sono state quotate alla Borsa di Belgrado (BELEX).

### Gli ultimi anni
Nel 2012 è iniziato un nuovo ciclo di lavori di ammodernamento ed espansione dell'aeroporto che hanno riguardato l'espansione e la ricostruzione delle aree di partenza e di transito A-gate e C-gate. Di conseguenza, sono stati aggiunti altri 2.750 metri quadrati. Sono state inoltre sostituite le passerelle ai gate A e C.
Nel gennaio 2018 il governo serbo ha dato l'aeroporto in concessione per 25 anni all'operatore aeroportuale francese Vinci per una somma di 501 milioni di euro. Il 21 dicembre successivo Vinci ha formalmente rilevato l'aeroporto.

## Collegamenti
L'aeroporto è raggiungibile dall'autostrada A3, che unisce Belgrado alla frontiera croata.